# Roorkee Cantonment
Roorkee Cantonment è una suddivisione dell'India, classificata come cantonment board, di 17.747 abitanti, situata nel distretto di Haridwar, nello stato federato dell'Uttarakhand. In base al numero di abitanti la città rientra nella classe IV (da 10.000 a 19.999 persone).

## Geografia fisica
La città è situata a 29° 52' 00 N e 77° 53' 00 E.

## Società

### Evoluzione demografica
Al censimento del 2001 la popolazione di Roorkee Cantonment assommava a 17.747 persone, delle quali 12.586 maschi e 5.161 femmine. I bambini di età inferiore o uguale ai sei anni assommavano a 1.689, dei quali 897 maschi e 792 femmine. Infine, coloro che erano in grado di saper almeno leggere e scrivere erano 15.516, dei quali 11.592 maschi e 3.924 femmine.